# Barfotavisan
Barfotavisan är en sommarsång skriven av Mats Paulson, och inspelad av honom samt utgiven 1974 på albumet Barfota 1974. Den låg också på Svensktoppen i sex veckor under perioden 15 december 1974-19 januari 1975, med åttondeplats som högsta placering.
Mats Paulson har uppgivit att upprinnelsen till Barfotavisan kommer ur en textrad i sången Blåsippor ("Nu får vi gå utan strumpor och skor").